# Gnaphalostetha bonvoisini
Gnaphalostetha bonvoisini är en skalbaggsart som beskrevs av Reiche 1856. Gnaphalostetha bonvoisini ingår i släktet Gnaphalostetha och familjen Melolonthidae. Inga underarter finns listade i Catalogue of Life.